# H+P -ひめぱら-
『H+P -ひめぱら-』（ヒメパラ）は、風見周による日本のライトノベル。イラストはひなた睦月が担当。富士見ファンタジア文庫（富士見書房）より2008年8月から2012年11月まで刊行された。
メディアミックスとして、林ふみのによるコミカライズ版が『だから僕は、Hができない。』『ハイスクールD×D』『RPG W(・∀・)RLD ―ろーぷれ・わーるど―』と共にドラゴンマガジン別冊『ちょこドラ。』の2010年9月号から連載されたが、同冊の廃止に伴い『月刊ドラゴンエイジ』に移行し、同誌の2011年3月号から2011年9月号まで連載された。

## あらすじ
現代日本に住む高校2年生の少年・神来恭太郎は、ふと目を覚ますと見知らぬ場所にいた。そこへ突然襲ってきたドラゴンから逃げる恭太郎は少女・アルトに連れられ、ある王国へと避難する。そこは女性しか魔法を使えず、女性の身分が男性より上であった。
王国の名はトレクワーズ王国。女王・エルトリーゼの魔法（大結界）により敵国の侵入を防いでいたが、彼女は病にかかってしまう。そのため、急遽後宮を用意することとなり、その王仕として5人の王女（ユフィナ、レイシア、エリス、アルト、メルル）を相手に世継ぎを作る目的でこの国へ召喚されたことを知った恭太郎は後宮（ハーレム）に入れられ、自称800歳のピコルのもとで世継ぎの方法を教えられる。
5人の姫は恭太郎との世継ぎを作るべく彼に様々な（エッチ♥な）攻撃を仕掛けるが、姉によってカタブツの少年へと育てられていた恭太郎は、行為を拒む。そんなことが続くある日、恭太郎は敵国（カルタギア帝国）に誘拐されてしまう。5人の姫やピコルと共に脱出を試みるも、アスピア将軍に発見されて7人は降伏させられる。そして、女帝を裏切ったとして処刑されることになるが、すんでのところで無事にトレクワーズ王国へ戻る。5人の姫との絆も深まったが、今度は神来桜子がカルタギア帝国に召喚される。

## 登場人物
声はドラマCDでの声優。

### 主人公
神来恭太郎（かみく きょうたろう）
声 - 羽多野渉
主人公。16歳。私立聖綾（せいりょう）学園の2年B組で成績は中の上。ルックスはそこそこ（自称）日本に居た頃は周りから「時代錯誤」「カタブツ」「朴念仁」「サムライっぽい」などと言われ、恭太郎自身もそのイメージに異存は認めていない。常に繻子織の袋に入れた木刀を寝ている時でさえ片身放さず持っている。幼い頃から姉の桜子に躾という名のイジメ（?）を受け、その結果がカタブツサムライ少年、神来恭太郎を生みだした。その剣術の腕前はすばらしく、桜子に名を着けてもらった技「神来流剣術」は木刀といえどかなりの破壊力を持ち、魔法を使わなくても鱗が堅いウェア・リザードを倒した。ウィッチェリア大陸には、かなりの魔力を持つ「王仕」として召喚され、ユフィナの強力な魔法攻撃を受けてもあまりケガをしないほどその魔力は大きい（魔法防御力は魔力の高さに依存するため）。さらにこの世界でガイルーンに次ぐ二人目の「魔法が使える男」でもある。「王仕」として世継ぎを迫られるものの、上文で書いた通り朴念仁でカタブツな恭太郎は拒み続けているが、あまりにもエッチな攻撃にはたまらず、女たらしな父親の血を受け継いでいるせいか覚醒する。また５巻の時は「イジメてください」と言うレイシアに対しサディステックな一面を見せた。自身が木刀を扱うため、刀関係のものは好きなようでユフィナに連れてこられた刀剣屋では目を輝かせていた。エッチ関係の知識はそれなりにあるようでアレスタやピコルからはムッツリと呼ばれている。
使用魔法 - 「光の剣（フォースブレイド）」
恭太郎の右腕から発せられる光の剣。あらゆる物を切り裂くことができる。

#### トレクワーズ王国五美姫
それぞれ母親がエルトリーゼ陛下だが、父親は違う。幼少期は父親の故郷で過ごしていた。ミドルネームは父親の故郷をそれぞれつけられている。
ユフィナ・アストリア・トレクワーズ
声 - 喜多村英梨
第1王女で近衛騎士団団長。恭太郎とは同い年。「烈火の王女」の二つ名を持っている。国民の前ではおしとやかな王女を演じているが本来は少々おてんば。スタイルが良く、ガイルーンに憧れている。五人の王女の中でも一番高い三十七万二千マギナもの魔力値を誇る。面倒見がよく、勘違いして恭太郎のことをよくふっ飛ばしたりしているが、後悔したりしている。本当に好きな人同士でしか、子作りをしてはいけないと思っているため、恭太郎に対して厳しく当たってきたが、徐々に恭太郎のことを信頼してきている。幼いころは泣き虫だったが、ガイルーンに助けられてから強くなろうと心に決めて頑張ってきた。10巻では恭太郎に対して初めて素直になれた。性感帯は耳。
レイシア・ラトゥーイン・トレクワーズ
声 - 佐藤利奈
第2王女。15歳。エリス二卵性の双子の姉。武器は「女神落涙（メディアナスプラッシュ）」。魔力値は三十五万二千マギナ。姉妹一の巨乳。運動神経は悪くはないらしいが、胸のせいで運動は得意ではない。ユフィナの回想によるとユフィナよりも早く魔法を発動させることができていたらしい。トレクワーズ王国の政務の一部を取り仕切っていて、トレクワーズ王国を大事に思っている。ちょっぴりMっ気がある。最初は、母親や国民のために恭太郎とお世継ぎを作ろうとしていたが、恭太郎に看病された際にかけられた言葉をきっかけに恭太郎のことが好きになり、本心からお世継ぎをつくりたいと思うようになった。勉強熱心でお世継ぎに関する知識も五人の王女の中で一番ある。 性感帯は胸。
エリス・レムリス・トレクワーズ
声 - 桑谷夏子
第3王女。15歳。レイシアとは二卵性の双子の妹。魔力値は三十五万千マギナ。スレンダーな体型をしている。武器は「裁切りの鎌（デス・サイス）」。恭太郎のことを最初は嫌っていたものの、故郷であるレムリスを恭太郎が守りたいと言ったことをきっかけに恭太郎に惹かれていった。高飛車で素直になれない性格だが、故郷のことは大切に思っていて心配していて辺境にあるために女王陛下の容体が悪化して大結界の外にレムリスが出る前に女王の位を受け継ぎたいと思っている。故郷は貧しいところだったために料理をしていたことがあり、恭太郎のよれば料理の腕はなかなかなもの。男女の関係については疎くメモ書きをしたりして勉強していて、ピコルに助言を求めることもある。原作第10巻にて恭太郎に本当の気持ちを伝えられる。性感帯は首筋。
アルト・ファローズ・トレクワーズ
声 - 真堂圭
第4王女。眼鏡をかけている。発明をすることが好き。隠れ巨乳だが自分自身はそのことをあまり良く思っておらず、小さくなってほしいと思っている。恭太郎のことは最初に自分のことを褒めてもらってから好意を抱いている。魔力は他の王女に比べて低くコンプレックスになっている。この世界においては愛し合った人同士からは魔力の高い子供が生まれるため、自分が望まずに生まれてきたんだと思い自分自身に対して自信をもてないでいた。しかし、恭太郎の手助けを借りて竜を追い払ったときから恭太郎のことに関しては頑張ろうと思っている。機械に長けているため、飛行艇の操縦をもこなす。出番が少ないと嘆いてピコルの穴に出演したこともある。性感帯はおしり。
メルル・シュシュリン・トレクワーズ
声 - 明坂聡美
第5王女。13歳（第1巻では12歳）。無邪気で可愛く、アニメ好きな超がつくオマセさん。特にガイルーンの実話をもとにしたアニメが好きな様子。まだ13歳のためか、夜遅くまで起きていられないようだ。自分自身で際どいコスプレをすることもある。恭太郎のことは、心から好意を持っている。性感帯はふともも。

### トレクワーズ王国関係者
ピコル
声 - 今野宏美
後宮の主。見た目は幼女だが実はかなりの長生きで、トレクワーズ国の創成期から仕えていて八百年以上生きている。エルフの血が流れている。恭太郎がお世継ぎを作る気になるようにあれこれ画策している。ヴィッチェリア大陸に名を知られていて、お世継ぎ作りについていくつもの著作を出すなどお世継ぎ作りの指南者であり、後宮のシステムを確立したと言われている。性感帯はわき腹。
アレスタ
一人称は僕。恭太郎と同い年。元王仕で継承順位三位だったが魔法でカピバラに変えられてしまった。恭太郎と違い、自分の欲望のままに女性の風呂の覗き行為などもする。そのためか、エリスに遠投されたりすることがたびたびある。恭太郎にとっての唯一の男（?）友達。カピパラになる前は美少年で女の子にもてたらしい。
エルトリーゼ陛下
トレクワーズ王国47代女王。ユフィナ達五美姫の母親。現在は体がガラス化する余命数年という原因不明の病気にかかっているが、精神力はいまだ並みはずれたものがあり、媚薬にかかった際も大結界を維持した。そのため、王女に後を継がせるために娘たちに恭太郎を誘惑するような命令を出している。

### カルタギア帝国
カリギュラ・フィンランディア・カルタギア
幼女帝。
8歳でカルタギア帝国を治めるが、国民にはそのことは秘密にされている。そのため、ユフィナ達もそのことを知らなかった。常に杖を持っており、その杖で魔力を高めている（魔法を自由に使いこなせる年齢ではないため）。しかし、一時期杖を紛失し、アスピアが杖を使って説教(?)をしたことがあった。最初は自分のために拉致したものの、助けられたりしてからは恭太郎に対して好意をもっている。城の外は暗殺の危険があるため、友達ができずにいた。そのため今まで亡き母親にしかカーリーというあだ名を呼ばせていなかったが、初めての友達となった証として恭太郎にも呼ばせるようになる。トレクワーズ王国のことは目の敵にしていて特にユフィナのことは嫌っている。作中に誕生日を迎え9歳となった。いつもは偉そうにしているが、年相応なところもあり、向上心も持ち合わせている。
キスト・カラサイシュ
四将軍の一人。
26歳で最年長。「兇竜将軍（デイノマスター）」の二つ名を持っている。ちょっぴり恥ずかしがりやだが、魔力は強い。よくムージにからかわれては恐竜で攻撃したりしている。
ムージ・トラファルガー
四将軍の一人。
指1本で逆立ちしながら腕立てができるほどの筋肉の持ち主。「隻眼拳豪（サイクロプス）」の二つ名を持っている。また、かなりの爆乳を持っており、原作第6巻では恭太郎の身体に爆乳を押し当てたあげく、恭太郎の下半身を触ってしまい恥ずかしさのあまり興奮して恭太郎を絞めて気絶させた。
アスピア・バスファックス
四将軍の一人。
白を基調とし、「氷の策士」という二つ名で他国に恐れられている。軍隊の指揮も彼女がしており、常に無表情（笑い方を忘れた）。巨乳で恭太郎によると、彼女の胸はとても柔らかいという。また、こしょばしに弱い。「トラキア人は揺らがない」というのが口癖だが、揺らいでいるのがバレバレな言い方をすることがよくあり、特にエッチ関係の時は揺らぎまくっている。
ミーユ
四将軍の一人。原作未登場（10巻現在）。カルタギア帝国の前女王であるドゥリエラに仲間を傷つけた責任を取って自ら封印してくれるように頼み、聞き届けられそれ以来眠りについている。
サンチャ
山奥の村の王家の娘。訛りが激しい。アスピアに利用されているように思えたが本物のサンチャは別にいて作中に出てきたサンチャは逆に利用していた。
ドゥリエラ
カルタギア帝国の前女王。近隣諸国には恐れられていた。しかし、病気には勝てず娘にヴィッチェリア大陸統一の夢を託し、亡くなった。
ファラデー
カルタギア帝国の技官。帝国でもトップクラスの技術者で腕は確かだが、偏屈で相手に対して妙な呪いにかかれと言ったりする。アニメを見るなどしていつも部屋に引き込もっている駄目人間だが、前述の通りマジックアイテムを作る腕は一流。
神来桜子（かみく さくらこ）
声 - 早見沙織
神来恭太郎の姉。父親によりすたれた道場を立て直すために恭太郎に厳しい修行をやらせるなどかなり厳しい性格で、恭太郎がカタブツな朴念仁なのは主に彼女のせい。彼女自身、その性格のため許嫁に逃げられている。恭太郎がトレクワーズ王国に召喚されると同時に恭太郎の存在を忘れていたが、第10巻にてカルタギア帝国にミーユに代わる四将軍として召喚される。
デボラ
カルタギア帝国のスパイ。女だが、魔力が低いためトレクワーズの大結界の中に入り、自在に活動できる。情報屋を装ってユフィナと接触していた。キスト達に情報を与えたり、トレクワーズ城にレッドドラゴンを解き放つなどカルタギア帝国のために活動した。

### その他
ガイルーン
恭太郎が来る前、唯一魔法が使えた男。恭太郎と同じ「光の剣（フォースブレイド）」を使う。魔法の腕は確かでユフィナの回想シーンではカルタギアの軍勢を一人で撃退していた（ユフィナ以外の人はユフィナが撃退したと思っている）。ユフィナの憧れの人で、トレクワーズ王国では、救国の英雄とされていて、メルルのお気に入りのアニメの主人公にもなっている。ただ、実際は正義の味方というよりはきまぐれに力をふるっていくようである。直接的な初登場は6巻になる。
恭太郎の母（きょうたろうのはは）
恭太郎と桜子の母親。原作未登場（12巻現在）。品行方正で理想の母親だったらしいが病気で亡くなった。

## 用語
王仕（おうじ）
王女のお世継ぎを作るために国中から集められた男たち。約2000人に上る。魔力が強いことが集められる条件である。トレクワーズ王国には戻ってこれたが、サキュバスの呪いで生殖器官が働かなくなった。
後宮（こうきゅう）
王仕の住居。国中から集めるため、2000人以上収容することができる。王仕がその気になった時、すぐにお世継ぎを作ることができるよう、様々な場所にベッドが隠されており、突如として出現する。トレクワーズのみならず、どの国にも存在するが特色はそれぞれの国にある。
カピバラ
ペットとして人気でメルルも飼っているかわいらしい動物で空も飛べる。アレスタは魔法でこの姿に変えられてしまった。草食動物。かつては養殖されていたほどで食べるとおいしいらしい。お風呂好き。
大結界（アストラルウオール）
トレクワーズ国に張られている結界。女王陛下のみが張ることができて、これによって敵対関係にある女神から祝福を受けているカルタギアなどの敵国兵士は侵入できない。
ヴィッチェリア大陸
恭太郎が召喚された世界。女だけが女神の祝福により魔法が使える世界で全般的に女性の方が地位が高い。ただし、例外として男でも恭太郎とガイルーンは魔法を使えるが理由は不明。
魔力値
魔法の才能である魔力を専用の機械で用いて数値化したもの。単位はマギナであらわしている。普通の女の子は100にも満たない値で一万を超えるものはあまりいない。三十万を超えている四将軍や五美姫は例外。高い魔力をもった男女が愛し合って子供を産んだ場合に魔力値の高い子供が誕生するが、無理やりお世継ぎを作った場合などは逆に低い魔力値になる。訓練などにより値があがることはあるが、生まれついた才能も大きい。

## 既刊一覧

### 小説
| 巻数 | タイトル         | 初版発売日     | ISBN              |
| ---- | ---------------- | -------------- | ----------------- |
| 1    | H+P1 -ひめぱら-  | 2008年8月20日  | 978-4-8291-3322-4 |
| 2    | H+P2 -ひめぱら-  | 2008年12月20日 | 978-4-8291-3361-3 |
| 3    | H+P3 -ひめぱら-  | 2009年4月20日  | 978-4-8291-3394-1 |
| 4    | H+P4 -ひめぱら-  | 2009年7月18日  | 978-4-8291-3420-7 |
| 5    | H+P5 -ひめぱら-  | 2009年12月19日 | 978-4-8291-3472-6 |
| 6    | H+P6 -ひめぱら-  | 2010年4月20日  | 978-4-8291-3511-2 |
| 7    | H+P7 -ひめぱら-  | 2010年8月20日  | 978-4-8291-3554-9 |
| 8    | H+P8 -ひめぱら-  | 2010年12月18日 | 978-4-8291-3595-2 |
| 9    | H+P9 -ひめぱら-  | 2011年4月20日  | 978-4-8291-3635-5 |
| 10   | H+P10 -ひめぱら- | 2011年8月20日  | 978-4-8291-3670-6 |
| 11   | H+P11 -ひめぱら- | 2012年2月18日  | 978-4-8291-3728-4 |
| 12   | H+P12 -ひめぱら- | 2012年6月20日  | 978-4-8291-3767-3 |
| 13   | H+P13 -ひめぱら- | 2012年11月20日 | 978-4-8291-3820-5 |

### 漫画
| 巻数 | タイトル         | 初版発売日    | ISBN              |
| ---- | ---------------- | ------------- | ----------------- |
| 1    | H+P -ひめぱら- 1 | 2011年6月7日  | 978-4-0471-2732-6 |
| 2    | H+P -ひめぱら- 2 | 2011年10月6日 | 978-4-0471-2754-8 |

## ドラマCD
2009年8月14日にマリン・エンタテインメントから発売された。